# Мужчине живётся трудно. Фильм 14: Колыбельная Торадзиро
«Мужчине живётся трудно. Фильм 14: Колыбельная Торадзиро» (яп. 男はつらいよ　寅次郎子守唄, отоко-ва цурай ё: торадзиро комориута; англ. Tora-san’s Lullaby (Tora-san 14) — японская комедия режиссёра Ёдзи Ямады, вышедшая на экраны в 1974 году. В этом, 14-м по счёту фильме популярного в Японии сериала сменился актёр на роль дяди Тацудзо. Вслед за игравшими эту роль ранее Сином Морикавой (с 1-го по 8-й фильмы) и Тацуо Мацумурой (с 9-го по 13-й фильмы) эстафету принял актёр Масами Симодзё, который будет в проекте вплоть до последней 48 серии.

## Сюжет
На сей раз странствующий торговец вразнос Торадзиро Курума (или по-простому Тора-сан) путешествует по южной части Японии, на острове Кюсю, где в небольшом портовом городке Сага ему встречается опечаленный молодой отец с младенцем на руках. Тора-сан жалеет мужчину и приглашает его в свой гостиничный номер, чтобы угостить выпивкой. Проснувшись на следующее утро, Тора-сан обнаруживает, что мужчина исчез, оставив своего младенца. Он берёт ребёнка и направляется с ним в Сибамату (Токио), где живут его ближайшие родственники — дядя Тацудзо, тётя Цунэ и сеста Сакура с её мужем Хироси.
В это время Сакура, Хироси и местный священник задаются вопросом, кто продолжит семейный бизнес и возьмёт на себя ответственность за магазин сладостей после того, как дяди с тётей не станет, не видя никаких радужных перспектив. Когда Тора-сан появляется на пороге дома с младенцем, привязанным к его спине, его родня и соседи начинают подозревать, что это его ребёнок. Они взволнованы, тем более, что ребёнок болен. Сакура предлагает поместить малыша в ту же больницу, где недавно лечился её супруг после травмы руки. Однако, вот беда: в той больнице есть красивая медсестра по имени Кёко. Родственники обеспокоены тем, что, как только Тора-сан её увидит, он снова влюбится, чем непременно создаст массу всевозможных проблем. А именно так и всё и выходит…
Наконец появляется отец ребёнка и устраняет все недоразумения.

## В ролях
- Киёси Ацуми — Торадзиро Курума (или Тора-сан)
- Тиэко Байсё — Сакура, его сестра
- Юкиё Тоакэ — Кёко Кия
- Масами Симодзё — Тацудзо Курума, дядя Тора-сана
- Тиэко Мисаки — Цунэ, тётя Тора-сана
- Гин Маэда — Хироси, муж Сакуры
- Хаято Накамура — Мицуо Сува
- Хисао Дадзай — Умэтаро, босс Хироси
- Гадзиро Сато — Гэн
- Тисю Рю — священник
- Цунэхико Камидзё — Ятаро Окава
- Масуми Харукава — танцовщица
- Хаппо Цукитэи — отец ребёнка

## Премьеры
- — национальная премьера фильма состоялась 28 декабря 1974 года в Токио[1].
- — фильм демонстрировался в американском прокате с декабря 1974 года[1].

## Награды и номинации
Премия журнала «Кинэма Дзюмпо» (1976)
- Номинация на премию за лучший фильм 1975 года, однако по результатам голосования занял лишь 24-е место.